# ESpeak NG
eSpeak NG ist ein kompakter Open-Source-Sprachsynthesizer für Linux, Windows und andere Plattformen. Es verwendet eine Formantsynthesemethode, die viele Sprachen in einer kleinen Größe zur Verfügung stellt. Ein Großteil der Programmierung für die Sprachunterstützung von eSpeak NG erfolgt über Regeldateien mit Rückmeldungen von Muttersprachlern.
Aufgrund seiner geringen Größe und vielen unterstützten Sprachen ist es als Standard-Sprachsynthesizer im NVDA-Bildschirmleser für Windows, ORCA unter Ubuntu und andere Linux-Distributionen enthalten, es existiert zudem eine Version für Android, die via Github oder F-Droid bezogen werden kann. Sein Vorgänger eSpeak wurde 2010 von Google Übersetzer für 27 Sprachen genutzt; 17 davon wurden später durch kommerzielle Stimmen ersetzt.
Die Qualität der Sprachstimmen ist sehr unterschiedlich. In eSpeak NGs Vorgänger eSpeak basierte die erste Version jeder Sprache auf Informationen aus Wikipedia. Einige Sprachen haben mehr Arbeit oder Feedback von Muttersprachlern erhalten als andere. Die meisten Menschen, die geholfen haben, die verschiedenen Sprachen zu verbessern, sind blinde Nutzer von Text-to-Speech-Software.

## Geschichte
1995 brachte Jonathan Duddington den Sprachsynthesizer Speak für RISC OS Computer auf den Markt, die britisches Englisch unterstützen. Am 17. Februar 2006 wurde Speak 1.05 unter der GPLv2-Lizenz veröffentlicht, zunächst für Linux, mit einer Windows SAPI 5 Version, die im Januar 2007 hinzugefügt wurde. Die Entwicklung von Speak ging weiter bis zur Version 1.14, als es in eSpeak umbenannt wurde.
Die Entwicklung von eSpeak wurde von Version 1.16 (es gab noch kein Release 1.15) fortgesetzt und um ein eSpeakEdit-Programm zum Editieren und Erstellen der eSpeak-Sprachdaten ergänzt. Diese waren nur als separate Quell- und Binär-Downloads bis eSpeak 1.24 verfügbar. Die Version 1.24.02 von eSpeak war die erste Version von eSpeak, die mit Hilfe von Subversionen versionskontrolliert wurde, mit getrennten Quell- und Binär-Downloads, die auf Sourceforge zur Verfügung gestellt wurden. Von eSpeak 1.27 wurde eSpeak aktualisiert, um die GPLv3-Lizenz zu verwenden. Die letzte offizielle eSpeak-Version war 1.48.04 für Windows und Linux, 1.47.06 für RISC OS und 1.45.04 für Mac OS X.11, die letzte Entwicklungsversion von eSpeak war 1.48.15 am 16. April 2015.
Am 25. Juni 2010 startete Reece Dunn mit der Version 1.43.46 einen eSpeak-Fork auf GitHub. Dies begann mit der Absicht, eSpeak auf Linux und anderen POSIX-Plattformen einfacher zu machen. Am 4. Oktober 2015 (6 Monate nach der Veröffentlichung von eSpeak 1.48.15) begann sich diese Abspaltung stärker von der ursprünglichen eSpeak abzugrenzen.
Am 8. Dezember 2015 gab es Diskussionen über die eSpeak-Mailingliste über die mangelnde Aktivität von Jonathan Duddington in den vergangenen acht Monaten seit dem letzten eSpeak-Entwicklungsrelease. Daraus entwickelten sich Diskussionen über die Weiterentwicklung von eSpeak in Jonathans Abwesenheit. Das Ergebnis war die Entwicklung des espeak-ng (Next Generation) Forks, der die GitHub Version von eSpeak als Basis für die zukünftige Entwicklung verwendet.
Am 11. Dezember 2015 wurde der eSpeakg NG Fork begonnen. Das erste Release von eSpeak NG war am 10. September 2016 1.49.0, mit signifikanten Code-Reinigungen, Bugfixes und Sprachaktualisierungen.
Installationsprogramme für Windows lassen sich bei GitHub herunterladen. Neue Sprachen lassen sich manuell hinzufügen. Python-Wrapper sind vorhanden. SSML wird unterstützt. Zur Verbesserung der Sprachqualität lassen sich mit Hilfe von MBROLA pro Sprache weitere Stimmen zur Sprachsynthese benutzen.